# Hans Erik Saks
Hans Erik Saks (født 7. februar 1956, død 10. december 2024 i Skovshoved) var en dansk filmproducent, instruktør og forfatter. Han var grundlægger af filmselskabet Saks Film og TV. 

## Liv og karriere
Hans Erik Saks etablerede i 1981 filmselskabet Saks Film og TV. I starten producerede selskabet reklamer for forskellige virksomheder, såsom JYSK, der blev kendte for deres reklamer med direktør Lars Larsen og hans citat "Godaw, jeg hedder Lars Larsen og jeg har et godt tilbud til jer".
Saks er bedst kendt for sit samarbejde med De Nattergale, hvor han har stået bag flere af bandets videoer. Han var medforfatter og producer på The Julekalender, der blev sendt for første gang i 1991. Saks udgav i 2018 en bog, der fortæller om, hvordan julekalenderen blev til. Bogen er skrevet i samarbejde med Anders Houmøller Thomsen.
I 2001 var Saks med til at skabe De Nattergales anden julekalender CWC/Canal Wild Card, der blev suppleret af CWC - den sande historie (2002) og CWC World (2003). Saks har derudover været med til at udvikle den norske og finske udgave af The Julekalender, udgivet i henholdsvis 1994 og 1997.